# Union des jeunes sportifs toulousains
Maillots
Actualités
L'Union des jeunes sportifs 31 est un club français de futsal créé en 1991 et basé à Toulouse.
Les débuts du club ne sont pas connus. Pour la saison 2008-2009, l'UJS intègre la deuxième édition du Challenge national de futsal puis est retenue pour la mise en place du Championnat de France. Le club se maintient quatre années dans l'élite. En parallèle, il dispute quatre éditions du National Beach Soccer de 2012 à 2015. Reléguée dans la nouvelle Division 2 de futsal, l'UJS Toulouse joue le haut de tableau durant quatre saisons et parvient à monter en Division 1 en 2017 en remportant son groupe. Suivent trois exercices en deuxième moitié de classement de D1.
L'UJS 31 voie passer des joueurs de renom dans ses rangs, dont plusieurs joueurs de l'équipe de France de moins de 21 ans. Michael de Sá Andrade débute à haut niveau au club et y devient international U21. Youness Ahssen est déjà U21 à son arrivée et devient international A à l'UJS, avant de devenir capitaine de l'équipe.
L'UJS Toulouse est présidée depuis le début des années 2010 par Ahmed Chouki. L'équipe fanion est entraînée par Pépé Navarez arrivé en 2022 et évolue à domicile en rouge et noir au gymnase La Faourette. Pour la saison 2020-2021, l'équipe évolue en Division 1.

## Histoire

### Débuts
L'UJS est fondé en 1991 dans le quartier de La Reynerie à Toulouse.

### Élite du futsal et du beach soccer français
Pour la saison 2008-2009, l'UJS intègre la deuxième édition du Challenge national de futsal et termine cinquième de la poule D.
Le club est retenu en 2009-2010 pour la mise en place du Championnat de France. L'équipe termine neuvième et premier non-relégable du groupe B, à cinq points de la relégation à l'échelon régional.
En 2010-2011, Toulouse gagne une place à deux points du Toulouse Futsal Club, premier relégable de la poule B.
Pour 2011-2012, l'UJS 31 conserve sa huitième position dans une poule B exceptionnellement à quatorze clubs, quatre points derrière le voisin Bruguière SC, à trois de la relégation. Toulouse Lalande Futsal, autre club de la ville, est dernier. En juillet 2012, l'UJS est le représentant de la Ligue Midi-Pyrénées au Championnat de France de beach soccer. Défait dès le premier match en quart de finale, l'équipe obtient la cinquième place après les matchs de classement.
À l'issue de la saison 2012-2013, la moitié des 24 équipes sont reléguées pour former la nouvelle Division 2, tandis que la future D1 passe en poule unique. L'UJS Toulouse est régulier et termine neuvième, insuffisant pour se maintenir, Toulon étant à 23 points au-dessus. Durant l'été, le club est de nouveau qualifié pour le National Beach Soccer qu'il termine à la sixième place, éliminé dès les quarts par le futur champion Marseille Beach Team.
Pour la première édition de D2, l'UJS retrouve le Toulouse Futsal Club et termine à la troisième place du groupe B, à treize points du premier et unique promu, le FC Picasso Echirolles. En Coupe de France, Toulouse est éliminé par Cannes Bocca en huitième de finale. Le club joue ensuite son troisième championnat de France de beach soccer. Deuxième de sa poule derrière le futur champion Marseille XII, l'UJS perd le match pour la troisième place mais obtient son meilleur classement.
En 2014-2015, l'UJS 31 descend à la cinquième place de cette poule B de dix équipes, à 19 points de la montée et sept du barrage D2-DH. En Coupe, l'équipe atteint une deuxième fois consécutive les huitièmes de finale, éliminé par Lyon Footzik (6-8). L'équipe joue une quatrième et dernière fois consécutive le National Beach Soccer. À nouveau deuxième de son groupe, le résultat du match pour la troisième place contre l'ESCTT Amnéville n'est pas connu.

### Remontée en Division 1 de futsal
La saison 2015-2016 voit les Toulousains remonter à la troisième place du groupe B de Division 2, à seize points de la D1. En Coupe nationale, l'UJS élimine Montpellier MF, vainqueur de la poule de D2 et promu en D1 en fin d'exercice, en 32e de finale (3-0), puis perd chez le Bastia Agglo (D1, 8-2).
En 2016-2017, le club domine sa poule du championnat de D2 devant Kingersheim Futsal. En Coupe de France, le parcours toulousain prend fin dès les 32es de finale. Le club alsacien porte réclamation sur le nombre de joueurs mutés utilisés par l'UJS. La sanction première est lourde : six mois de disqualification pour l'entraîneur Morenín, les deux derniers matchs à rejouer et retrait de 18 points. Le club fait appel devant les tribunaux ordinaires puis le CNOSF. Après trois autres recours, raison est donné à l'UJS : ils ont rendu les points et, avec eux, la promotion tant attendue en D1 Futsal , accédant ainsi à l'élite du futsal français, avec quatre points d'avance.
Mais l'UJS doit faire avec le coût économique qui en découle, l'entraîneur et des cadres de l’effectif partis dans d'autres clubs. En 2017-2018, l'équipe emmenée par l'espagnol Hector Nunez se maintient tout de même en Division 1, terminant à la 8e place et devient le meilleur club du département, Bruguières étant relégué. L'UJS l'élimine aussi en 32es de finale de Coupe (3-3 t. a. b. 3-2), avant de chuter en 16e chez le club régional Toulon AS (4-1).
L'exercice 2018-2019 voit le club obtenir la neuvième place, un seul point devant le premier relégué et avec la troisième moins bonne attaque. En Coupe nationale, l'équipe est éliminée à domicile dès son entrée en lice en 32e de finale par le FC Chavanoz, champion régional (5-7).
La saison 2019-2020 est tronquée par la pandémie de Covid-19. À l'arrêt du championnat, l'UJS est dixième et premier non-relégable. L'équipe est toujours en lice en Coupe de France, annulée.
Au terme de l'exercice 2020-2021, l'UJS termine premier relégable. Mais, à la suite des rétrogradations administratives d'ACCS et Garges ainsi que de la disparition de l'autre équipe toulousaine du Toulouse MFC, l'UJS est repêchée. Début juillet 2021, naît la volonté d’une intégration des effectifs (dirigeants, coachs et joueurs) du TMFC futsal au sein de l’UJS Toulouse. Mais il ne s’agit pas d’une fusion, le processus de fusion étant hors délai, ni d’une absorption entre les deux entités, le TMFC Futsal n’existant plus. C’est sous le nom inchangé d’« UJS TOULOUSE » que se présente le club au départ de la saison 2021-2022.

## Palmarès

### Titres et trophées
- Division 2
  - Vainqueur de groupe : 2017

### Bilan par saison
| Saison    | Championnat de futsal     | Championnat de futsal | Championnat de futsal | Championnat de futsal | Championnat de futsal | Championnat de futsal | Championnat de futsal | Championnat de futsal | Championnat de futsal | Championnat de futsal | Coupe de France de futsal | National beach soccer | Entraîneur             |
| Saison    | Division                  | Class.                | Pts                   | M                     | V                     | N                     | D                     | Bp                    | Bc                    | Diff.                 | Coupe de France de futsal | National beach soccer | Entraîneur             |
| --------- | ------------------------- | --------------------- | --------------------- | --------------------- | --------------------- | --------------------- | --------------------- | --------------------- | --------------------- | --------------------- | ------------------------- | --------------------- | ---------------------- |
| 2008-2009 | Challenge national grp. D | 5e/7                  | 15 pts                | 6                     | 3                     | 0                     | 3                     | 26                    | 32                    | -6                    | ?                         | -                     |                        |
| 2009-2010 | Champ. de France grp. B   | 9e/12                 | 48 pts                | 22                    | 9                     | 1                     | 12                    | 99                    | 115                   | -16                   | ?                         | -                     |                        |
| 2010-2011 | Champ. de France grp. B   | 8e/12                 | 46 pts                | 22                    | 6                     | 6                     | 10                    | 104                   | 120                   | -16                   | ?                         | -                     |                        |
| 2011-2012 | Champ. de France grp. B   | 8e/14                 | 60 pts                | 26                    | 11                    | 1                     | 14                    | 128                   | 129                   | -1                    | ?                         | 5e/8                  |                        |
| 2012-2013 | Champ. de France grp. B   | 9e/12                 | 36 pts                | 22                    | 5                     | 0                     | 17                    | 69                    | 104                   | -35                   | ?                         | 6e/8                  |                        |
| 2013-2014 | Division 2 grp. B         | 3e/9                  | 46 pts                | 16                    | 9                     | 3                     | 4                     | 68                    | 45                    | +23                   | 8e de finale              | 4e/8                  |                        |
| 2014-2015 | Division 2 grp. B         | 5e/10                 | 44 pts                | 18                    | 7                     | 5                     | 6                     | 84                    | 73                    | +11                   | 8e de finale              | 3e ou 4e/8            |                        |
| 2015-2016 | Division 2 grp. B         | 3e/10                 | 45 pts                | 18                    | 9                     | 0                     | 9                     | 83                    | 66                    | +17                   | 16e de finale             | -                     |                        |
| 2016-2017 | Division 2 grp. B         | 1er/10                | 41 pts                | 18                    | 13                    | 2                     | 3                     | 83                    | 50                    | +33                   | 32e de finale             | -                     |                        |
| 2017-2018 | Division 1                | 8e/13                 | 28 pts                | 24                    | 8                     | 4                     | 12                    | 84                    | 124                   | -40                   | 16e de finale             | -                     | Rafa Romero puis Nunez |
| 2018-2019 | Division 1                | 9e/12                 | 19 pts                | 22                    | 5                     | 4                     | 13                    | 53                    | 83                    | -30                   | 32e de finale             | -                     | Hector Nunez           |
| 2019-2020 | Division 1                | 10e/12                | 12 pts                | 15                    | 4                     | 0                     | 11                    | 46                    | 77                    | -31                   | annulé                    | -                     | Clément Galien         |
| 2020-2021 | Division 1                | 11e/12                | 11 pts                | 22                    | 3                     | 2                     | 17                    | 41                    | 102                   | -61                   | non jouée                 | -                     | Clément Galien         |
| 2021-2022 | Division 1                | 7e/10                 | 20 pts                | 18                    | 6                     | 2                     | 10                    | 55                    | 70                    | -15                   | 32e de finale             | -                     |                        |

## Structure du club

### Statut du club et des joueurs
L'Union des jeunes sportifs toulousains 31 est fondé en tant que club sportif, régi par la loi sur les associations établie en 1901. L'UJS est affilié à la FFF sous le numéro 851135. Le club réfère à la Ligue régionale d'Occitanie et au District départemental de Haute-Garonne.
Les joueurs ont soit un statut bénévole, amateur ou de semi-professionnel sous contrat fédéral.

### Aspect économique
En avril 2016, l'UJS reçoit 55 000 euros de subventions publique par an, dont 25 000 euros proviennent de la mairie de Toulouse.
En 2018, le club reçoit 30.000 € de la ville de Toulouse, alors qu'il est remonté dans l'élite. l'UJS n'est que le vingtième montant donné par la municipalité, derrière des clubs n'évoluant pas au plus niveau de leur sport.
En janvier 2020, le président du club depuis presque dix ans, Ahmed Chouki donne sa démission, découragé par le manque de soutien financier, de la mairie entre autres, et estime à 250.000 € un budget pour pérenniser le club en D1. L'UJS Toulouse, club futsal spécifique et historique de D1 de la ville, voit le faible montant de subvention municipale étonner chaque années. En 2018, l’UJS Toulouse recevra d’ailleurs 30800 euros de subventions, contre 25800 euros en 2020.

### Logo
Le premier logo du club est en forme d'écu au sommet plat. Sur un fond blanc au contour noir, on trouve tout en haut les lettres « UJS » en noir puis en-dessous sur une bande noire « Toulouse » écrit en majuscules blanches et enfin, sur plus de la moitié du bouclier, une croix occitane rouge.
Le logo de 2017 conserve une forme d'écu, désormais au fond rouge foncé contourné de blanc puis noir. En haut à gauche, est inscrit « UJS » au-dessus de « Toulouse », le tout en majuscules blanches, puis « 1991 » en noir. Le quart en bas à droite est surmonté de la croix occitane en blanc.
En 2021, au moment de l'accueil de la section futsal du Toulouse MFC, le blason est modifié. L'écu rouge foncé cerclé de blanc-noir est conservé. Un dessin d'aigle, nouvelle emblème du club, est superposé sur le bord haut, prêt à saisir dans ses serres la croix occitane. Sur la moitié basse, « UJS » au-dessus de « Toulouse » sont inscrits en majuscules blanches.

1991 à 2017
À partir de 2021

## Personnalités

### Dirigeants
En janvier 2020, le président du club depuis presque dix ans, Ahmed Chouki (cadre dans une société d'informatique) donne sa démission, découragé par le manque de soutien financier,. Il reste toutefois en place.
À l'été 2021, au moment de l'accueil de la section futsal du Toulouse MFC, le responsable de celle-ci Bertrand Olivan devient co-président de l'UJS avec Ahmed Chouki.
Néanmoins, une mauvaise entente dans la gestion du groupe D1 entraine le départ de Bertrand Olivan au terme de la saison 2021-2022[réf. nécessaire].

### Entraîneurs
| Période           | Nom                      |
| ----------------- | ------------------------ |
|                   | ?                        |
| ? - 2017          | Morenín                  |
| 2017-fév. 2018    | 🇪🇸 Rafa Romero           |
| Fév.-mai 2018     | bénévoles du club        |
| Mai 2018-2020     | Hector Nunez             |
| 2020-mars 2021    | Clément Galien           |
| Mars-avril 2022   | Aziz Adham               |
| 2021-mars 2022    | Jean-Christophe Martinez |
| Mars-avril 2022   | Aziz Adham               |
| depuis avril 2022 | Pepe Narvaez             |

Lors de la saison 2016-2017, l'entraîneur de l'UJS est l'espagnol Gonzalo Iglesias ‘Morenín’. Il quitte le club après avoir remporté la poule B de Division 2 mais aussi une suspension de six mois, ensuite cassée en appel, pour l'utilisation d'un joueur muté en trop.
Coachée depuis février 2018 par des bénévoles, l'équipe voit l'espagnol Hector Nunez Martinez en devenir entraîneur en mai 2018. Il est notamment sélectionneur régional, réalise une double promotion avec Segorbe puis rejoint Peñiscola en D1 espagnole avec qui il atteint deux saisons de suite les play-off du championnat ibérique,.
En janvier 2020, Clément Galien arrive en tant qu'entraîneur de l'équipe première. Il compte 39 sélections en tant que gardien de l'équipe de France de futsal de 2001 à 2006. Titulaire du BEES 2 football et d'un Master d'Ingénierie de l'entraînement sportif, Galien est entraîneur de football depuis 2001 et de futsal depuis 2005, notamment des gardiens de l'équipe de France de futsal. Les mauvais résultats de l'équipe entraîne son limogeage en mars 2021. Son adjoint Aziz Adham assure l'intérim et maintien l'UJS Toulouse en D1 Futsal.
C'est ainsi qu'est nommé Jean-Christophe Martinez en juillet 2021 pour la saison 2021-2022.
Néanmoins, les mauvais résultats de l'équipe entraînent son limogeage en mars 2022.
En trois matchs, les résultats de l'équipe emmenée par Aziz Adham permettent de redresser une saison morose et d'obtenir un maintien mérité dans l'élite du Futsal Français avec 2 victoires et une défaite.
Le 28 avril 2022 est nommé Pepe Narvaez pour finir la saison 2021-2022, Aziz Adham reste dans le staff en tant qu'adjoint.

### Joueurs notables
En 2010, le gardien Sébastien Maté est retenu en équipe de France de beach soccer. L'année précédente, il est pré-sélectionné en sélection nationale de futsal.
En 2013, relégué en Division 2, l'UJS recrute Michael de Sá Andrade et Smaïn Benkherouf, deux joueurs déjà sélectionnés en équipe de France U21 de futsal. De Sá Andrade reste trois ans au club.
Plusieurs joueurs de l'UJS passent par l’Équipe de France des moins de 21 ans (Omar et Ibrahim Hallak, Lorenzo Lobato) et plus récemment avec l'équipe A : Youness Ahssen, capitaine de l'équipe fanion.
À la suite du rapprochement avec l'effectif du TMFC supprimé à l'été 2021, plusieurs joueurs du TMFC rejoignent l'UJS, comme le capitaine Willy Oliveira et Simon Luc et l'ex-international espagnol Marcelo Soares.
Le club remonte récolte les fruits de sa continuité et regagne les hauteurs du classement pour la saison 2023/2024.

### Effectif 2023-2024
Les postes mentionnés se réfèrent à ceux du football. Comprendre que « A - attaquant » désigne les « pivots » et « M - milieu de terrain » les « ailiers ».

## Autres équipes
En 2014, l’UJS Toulouse crée son école de futsal. Mais, la licence « futsal » de la FFF ne permettant pas aux jeunes de participer aux manifestations du District de Haute-Garonne et de la Ligue d’Occitanie, le club met en place un partenariat avec l’ACF Toulouse, afin qu'ils puissent prendre une licence « football libre ». À l'été 2018, l'UJS arrête cette entente et met en place son école de football des catégories U7 à U13, afin de répondre à la demande pour cette pratique. Les jeunes du club sont formés sur un double cursus futsal-football. Cela afin d'intégrer, au terme de la formation, un club de football professionnel ou l'équipe de D1 de futsal du club. Pour la saison 2020-2021, des équipes U14 et U15 sont aussi engagées.

### Section féminine
Pour la saison 2020-2021, le club crée sa section futsal féminin seniors. Cela fait suite à la convention de partenariat avec le collège Alphonse de Lamartine de Toulouse. Les minimes filles de l’association sportive du collège sont championnes académiques zone sud en juin 2020. Alexis Gronoff, ancien joueur de niveau régional et de national entreprise, professeur agrégé d'EPS et Brevet d'Entraîneur de Football (BEF), entraîne l'équipe seniors féminine évoluant en championnat Régional 1 Futsal FFF sur la saison 2020-2021.
Durant la saison 2021-2022, Nicolas Martinez est l'entraîneur principal de l'équipe féminine de l'UJS Toulouse.

### Section Sportive Scolaire Futsal
A la rentrée 2022-2023, le collège Alphonse de Lamartine de Toulouse crée officiellement une section sportive scolaire futsal, en partenariat avec l'UJS Toulouse. Sous l'impulsion d'Alexis Gronoff, cette ouverture est le fruit d'un important travail administratif et pédagogique entre l'équipe éducative du collège et les dirigeants de l'UJS Toulouse durant la période 2020-2022.

### Section handi
Pour la saison 2024-2025, le club prévoit de lancer sa section handisport, l'UJS Toulouse 21. Le club évoluera dans le championnat de France Groupe B (classes 1 à 4). Ce championnat organisé par la FFH met en avant les sportifs en situation de handicap moteur debout dans une pratique en salle sur le modèle du futsal chez les valides, avec quelques adaptations garantissant la sécurité des pratiquants.
L'équipe sera portée par le capitaine et meneur-côté de l'équipe Joffrey Hazard et visera le haut du tableau.